# Anton Thumann

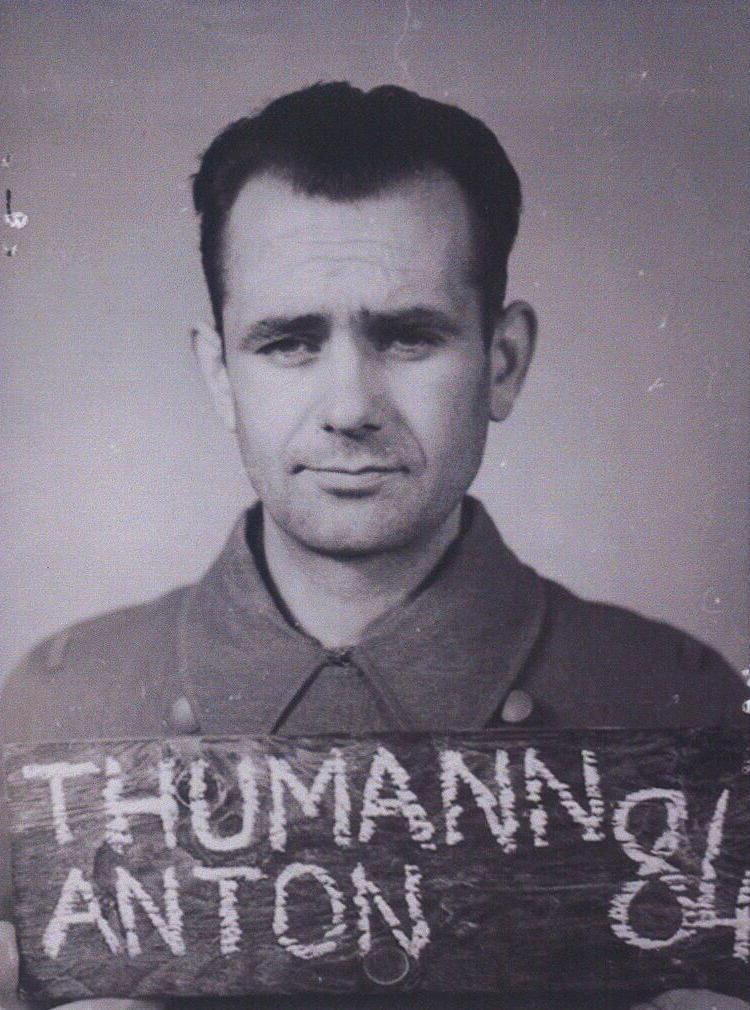
Anton Thumann in britischer Internierung

Anton Thumann (* 31. Oktober 1912 in Pfaffenhofen; † 8. Oktober 1946 in Hameln) war ein deutscher SS-Obersturmführer und als Schutzhaftlagerführer in verschiedenen Konzentrationslagern eingesetzt.

## Leben
Thumann war gelernter Schreiner. Nach dem Ende seiner Ausbildung war er bis 1932 arbeitslos. Seit Anfang April 1932 war er Mitglied der SS (SS-Nummer 27.444). Zum 1. Mai 1933 trat er der NSDAP bei (Mitgliedsnummer 1.726.633). Ab 1933 war er Angehöriger der Wachmannschaft des KZ Dachau bei der SS-Totenkopfstandarte „Oberbayern“. Thumann wurde schließlich Blockführer und war zuletzt in der Schreibstube der Abteilung Kommandantur eingesetzt. Ab August 1940 war er im KZ Groß-Rosen eingesetzt, das zu diesem Zeitpunkt noch ein Nebenlager des KZ Sachsenhausen war. Unter Lagerkommandant Arthur Rödl wurde Thumann ab Anfang Mai 1941 Schutzhaftlagerführer des nun eigenständigen Konzentrationslagers Groß-Rosen.
Von Mitte Februar 1943 bis März 1944 war er ebenfalls als Schutzhaftlagerführer in dem KZ Majdanek eingesetzt. Aufgrund seiner sadistischen Neigungen, der Teilnahme an Selektionen, Vergasungen und Erschießungen (Aktion Erntefest) wurde er von den Häftlingen der „Henker von Majdanek“ genannt. Von Mitte April 1944 bis zur Evakuierung des KZ Neuengamme Ende April 1945 war Thumann der dortige Schutzhaftlagerführer und löste auf diesem Posten Albert Lütkemeyer ab. Thumann, oft in Begleitung seines Hundes, war wie zuvor in Groß-Rosen und Majdanek wegen seiner Misshandlungen von Häftlingen in Neuengamme sehr gefürchtet.
Anhand des Höcker-Albums konnte Thumann auf mehreren Gruppenfotos identifiziert werden, die anlässlich der Verabschiedung von Rudolf Höß am 29. Juli 1944 in Solahütte gemacht wurden. Thumann, der laut Personalakte bereits im April 1944 dem KZ Neuengamme zugewiesen war und nominell nie einen Posten in Auschwitz bekleidete, unterstützte vor Ort den Ablauf der „Ungarn-Aktion“ in Auschwitz-Birkenau.
Nachdem die Evakuierung des KZ Neuengamme bereits im Gange war, wurden auf Befehl des Höheren SS- und Polizeiführers Georg-Henning Graf von Bassewitz-Behr 58 männliche und 13 weibliche Widerstandskämpfer aus dem Außenlager Fuhlsbüttel zur Exekution in das KZ Neuengamme gebracht. Unter Teilnahme von Thumann wurden diese vom 21. bis zum 23. April 1945 im Arrestbunker erhängt. Nachdem sich einige der Todgeweihten zur Wehr setzten, warf Thumann eine Handgranate durch das Zellenfenster. Unter dem Kommando von Thumann und Wilhelm Dreimann verließen die letzten 700 noch im Lager verbliebenen Häftlinge, die zu Aufräumarbeiten und zur Spurenbeseitigung eingesetzt waren, Neuengamme auf einem Todesmarsch am 30. April 1945 mit dem Ziel Flensburg.
Nach Kriegsende wurde Thumann verhaftet und am 18. März 1946 wegen der Teilnahme an Verbrechen im KZ Neuengamme angeklagt. Der sogenannte Neuengamme-Hauptprozess wurde im Hamburger Curiohaus verhandelt. Am 3. Mai 1946 wurde Thumann zum Tode durch den Strang verurteilt und am 8. Oktober 1946 im Zuchthaus Hameln hingerichtet.